# Sonny Burgess

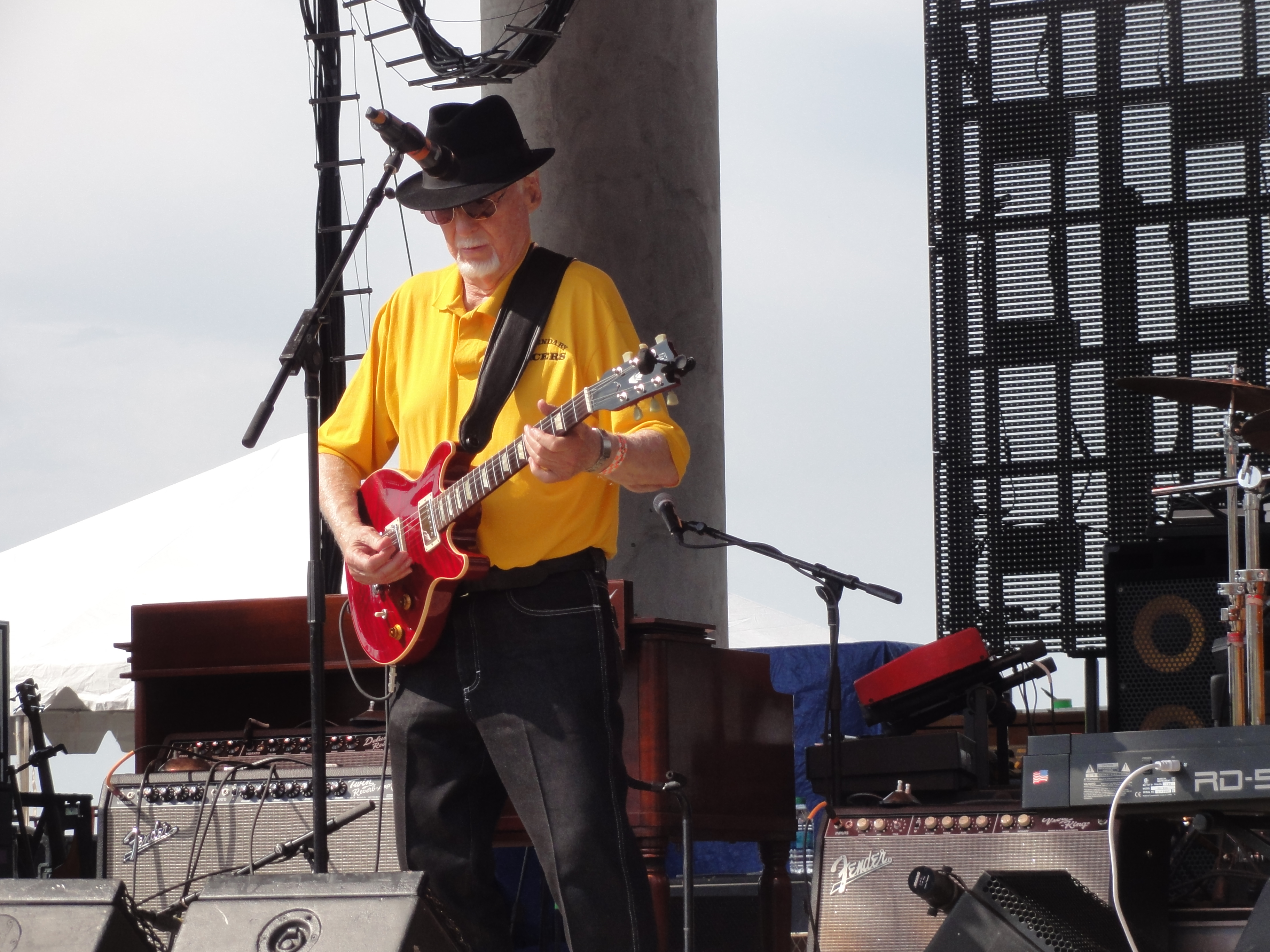
Sonny Burgess.

Albert Austin "Sonny" Burgess, född 28 maj 1929 i Newport, Arkansas, död 18 augusti 2017 i Little Rock, Arkansas, var en amerikansk sångare, gitarrist och låtskrivare inom rockabilly.
Burgess spelade under 1950-talet tillsammans med sin grupp The Pacers in för Sun Records. Debutsingeln bestående av "We Wanna Boogie" och "Red Headed Woman" kvarstår idag som en av hans kändaste utgivningar. Under 1950-talet hade han dock i likhet med många andra Sun-artister svårt att nå en bredare publik.
Han är invald i Rockabilly Hall of Fame.

## Diskografi (i urval)
- Country Rock (1969)
- The Old Gang (1976)
- We Wanna Boogie (1984)
- Sonny Burgess and The Pacers (1985)
- Raw Deal (1986)
- Spellbound (1986)
- We Wanna Boogie (samlingsalbum) (1989)
- I'm Still Here (1990)
- The Razorback Rock & Roll Tapes (med Bobby Crafford) (1992)
- Tennessee Border (med Dave Alvin) (1992)
- Hittin' That Jug (best-of-samling) (1995)
- Sonny Burgess Has Still Got It (1996)
- God's Holy Light (1997)
- Tupelo Connection (2001)
- Back To Sun Records (2003)
- Tear It Up! (2006)
- Gijon Stomp! (2009)
- Live At Sun Studios (2012)